# Пусти замак
Пусти замак (слч. Pustý hrad) је напуштени замак у Словачкој, недалеко од Зволена. Простор замка покрива око 76.000m² што га чини једним од највећих у Европи. Подигнут је над реком Хроном и представљао је првобитну Зволенску тврђаву, али је у 15. веку напуштен јер је испод њега подигнут нови Зволенски замак који је преузео његову улогу. Замак је током векова био изложен сталном пропадању, а последњих година су неки његови делови обновљени.

## Назив
Првобитни назив утврде био је Зволенски замак, да би од 14. века и градње нове утврде добио назив Стари Зволен, да би се разликовао од новог. Међутим, током векова, замак је било изложен зубу времена тако да је временом добио свој данашњи назив Пусти, односно Напуштени замак.

## Прошлост
Археолошка истраживања на простору замка утврдила су да је локалитет био насељен и утврђен још у бронзано доба и касније у гвозденом добу. Међу најзначајнија открића из тог периода спада неколико великих бронзаних ризница које припадају Лужичкој култури, као и налази римске грнчарије који сведоче о повезаности ових предела са античким Римом.
Словени (Словаци) своју утврду на овом простору подижу у 9. веку у доба самосталности Нитранске кнежевине. После мађарских освајања данашње Словачке и стварања краљевине Мађарске Зволенски замак постао је седиште једне од жупанија и у то доба се у њему подижу и прве камене грађевине, попут Донжона висине 50m који се приписује Бели III.
Замак је у 12. веку доживео велико утврђивање током кога је велики простор утврђен да би се у њега могло склонити становништво из самог Зволена и околине у случају Монголске најезде, а у склопу тих радова је подигнут и још један Донжон. Велможа и дипломата Карла I (1310—1342) витез Донч је после свог путовања у Француску додатно проширио утврду додавши јој Доњи замак, а на остатку замка је спровео обнову у готском стилу.
Замак је у 15. веку полако почео да губи свој значај и после опсаде 1452. године у којој је његов већи део страдао у пожару био је напуштен, а његову улогу преузео је нови Зволенски замак подигнут између 1360. и 1382. године.